# 목갈라나 1세
목갈라나 1세(싱할라어: මොග්ගල්ලන රජ, 450년 ~ 515년)는 아누라다푸라 왕국 모리야 왕조의 제3대 군주이다.
그는 내전에서 그의 형제 카샤파 1세를 물리친 후, 그는 카샤파를 대신하여 아누라다푸라 국왕이 되었고 그의 아들 쿠마라 다투세나가 계승했다.
그의 치세에는 상좌부 불교의 두 종파가 있었는데, 마하비하라에 거주하는 담마루치와 사갈리 종파였다. 후자의 학파에는 비구들뿐만 아니라 비구니들도 있었다. 목갈라나 1세는 (그들을 위해) 피난처를 지었고 그것을 라지니(여왕의 거처)라고 불렀다.

## 같이 보기
- 스리랑카의 역사